# Blip
Blip (stilisiert als Blip. THE DIGITAL GAME) ist eine Handheld-Konsole mit einem fest vorinstallierten mechanischen Spiel, das im Jahr 1977 von Tomy in den USA veröffentlicht wurde. In Deutschland wurde das Gerät unter dem Namen Blip-o-Mat und in Japan als World Tennis vermarktet.

## Geschichte
Blip wurde von Hikoo Usami entworfen, und erstmalig im Jahre 1976 in Japan zum Patent angemeldet.

## Funktionsweise
Das Spielprinzip ähnelt dem Tischtennis. Ein rot leuchtender Ball bewegt sich auf dem Spielfeld hin und her und jeder Spieler hat drei Tastenpositionen als Schläger, mit denen der Ball zurückgespielt werden muss. Die Tasten sind mechanisch so verriegelt, dass jeweils immer nur eine Taste gleichzeitig gedrückt werden kann. Das Spiel kann im ein- und zwei-Spieler-Modus gespielt werden. Das gesamte Spiel läuft mechanisch per Federkraft, Batterien sind lediglich zum Erleuchten der roten Leuchtdiode des Balles nötig.